# Фуркулицэ, Корнелий Дмитриевич
Корнелий Дмитриевич Фуркулицэ (рум. Corneliu Furculiță; род. 30 июня 1969, с. Садова, Каларашский район, Молдавская ССР, СССР) — молдавский политический деятель, юрист. Депутат Парламента Республики Молдова с 29 декабря 2014 по н.в.

## Биография
Родился 30 июня 1969 года в селе Садова Каларашского района Молдавской ССР. По национальности — молдаванин.

### Образование
В 1986 году окончил среднюю школу села Садова.
В 1986 году поступил в Кишинёвский сельскохозяйственный институт (ныне Государственный аграрный университет Молдовы). Проучившись один курс, ушёл в армию, но восстановился после службы и окончил в 1993 году по специальности «агроном».
В 1996 году поступил в Молдавский государственный университет, окончил в 2001 году по специальности «лиценциат права».

### Трудовая деятельность
С 1987 по 1989 года проходил срочную службу в рядах Советской армии.
С 1999 по 2011 год — юрист, финансовый директор, коммерческий директор, администратор предприятий частного сектора и коммерческих объединений.

### Политическая деятельность
С 2011 года — член Партии социалистов Республики Молдова (ПСРМ), член Республиканского совета и Исполнительного политического комитета ПСРМ.
С 29 декабря 2014 по февраль 2019 года — депутат Парламента Республики Молдова IX созыва. Явился вице-председателем парламентской фракции ПСРМ, вице-председатель постоянной парламентской комиссии по сельскому хозяйству и пищевой промышленности.
С февраля 2019 по апрель 2021 года — депутат Парламента Республики Молдова X созыва, председатель парламентской фракции ПСРМ, вице-председатель постоянной парламентской комиссии по сельскому хозяйству и пищевой промышленности.
С 23 июля 2021 года — депутат Парламента Республики Молдова XI созыва. Член постоянного бюро Парламента и комиссии по сельскому хозяйству и пищевой промышленности. Член Межпарламентской ассамблеи государств-участников СНГ.

## Личная жизнь
Является владельцем нескольких строительных и медиакомпаний.

### Семья
Женат, двое детей.
- Супруга — Людмила Фуркулицэ, предприниматель в строительной сфере, управляющая компанией ООО «Poliactiv».
- Дочь (род. 1994).
- Сын.

### Взгляды
Несмотря на свои молдавские и антирумынские взгляды, имеет румынское гражданство.

## Награды
- Орден «Трудовая слава» (4 сентября 2019) — за особые заслуги перед государством, долголетний плодотворный труд в различных областях, высокие профессиональные качества и активную общественную деятельность[6]